# 寶可夢頻道 ～和皮卡丘一起！～
《寶可夢頻道 ～和皮卡丘一起！～》是神奇宝贝系列游戏作品之一，由Ambrella为任天堂GameCube开发，任天堂和寶可夢公司于2003年发行。
玩家的目标是透过和皮卡丘观看广播，帮助大木博士改善宣传他的电视网络。游戏融合了冒险、电子宠物和模拟元素。玩家能够探索全三维环境，有皮卡丘和其他神奇宝贝谈心，还有收集各种物品。
1. ↑  . GameSpot.   [2022-02-26]. （原始内容存档于2022-02-26） （美国英语）.